# Paperback Writer
Paperback Writer is een lied, geschreven door John Lennon en Paul McCartney. Paperback Writer werd in 1966 door The Beatles uitgebracht als een single. Deze single haalde in diverse landen de nummer 1-positie in de hitparade, waaronder Engeland, de Verenigde Staten en Nederland. Paperback Writer werd opgenomen tijdens de sessies voor het album Revolver, maar is niet op deze plaat uitgebracht. Het lied verscheen wel op enkele compilatiealbums, meest recentelijk op 1.

## Achtergrond
Volgens zowel Lennon als McCartney is het idee voor Paperback Writer van McCartney afkomstig. Onderweg, in de auto van zijn huis naar dat van Lennon, kreeg hij het idee om een lied te schrijven over een auteur die een paperback roman schrijft. McCartney herinnert zich dat hij dit idee kreeg door een artikel in de Engelse krant The Daily Mail. Hij had ook het idee om het lied in de vorm van een brief aan een uitgeverij te schrijven met de aanhef "Dear Sir or Madam". Lennon was enthousiast over dit idee en ter plekke schreef McCartney de tekst voor het lied. Gezamenlijk schreven ze daarna de melodie. Wat de titel betreft had McCartney het oog op Penguin-paperbacks, zijnde de meest archetypische Engelse paperbackuitgave.

## Opnamen
Op 13 april 1966 begonnen The Beatles aan de opnamen voor Paperback Writer in de Abbey Road Studios. Die dag namen ze in twee takes de backing track van het lied op. Op 14 april werden aan de tweede take een aantal overdubs toegevoegd. Een van deze overdubs waren backing vocals van John Lennon en George Harrison. Lennon en Harrison zingen "Frère Jacques" een Frans kinderlied (bij ons bekend als Vader Jacob), een idee van McCartney.
Een ander opvallend aspect aan Paperback Writer is de basgitaarpartij, gespeeld door McCartney. De basgitaar is op Paperback Writer prominenter hoorbaar dan op de eerdere nummers van The Beatles. Dit kwam doordat McCartney niet speelde op zijn vertrouwde Höfner, maar op een Rickenbacker-basgitaar. Geluidstechnicus Geoff Emerick herinnert zich hoe collega Ken Townsend ervoor zorgde dat het geluid van de gitaar nog meer volume kreeg: "... we boosted it further by using a loudspeaker as a microphone. We positioned it directly in front of the bass speaker and the moving diaphragm of the second made the electric current". Volgens McCartney was het basgitaarspel van Brian Wilson op Pet Sounds van The Beach Boys een inspiratie voor zijn spel op Paperback Writer.

## Verschijningsdatum en hitnoteringen
De single met Paperback Writer op de A-kant werd het eerst in de Verenigde Staten uitgebracht, en wel op 30 mei 1966, en bereikte op 25 juni de eerste plaats in de Billboard Hot 100. Op 10 juni kwam de single in Engeland uit. Ook in Engeland bereikte Paperback Writer op 25 juni de eerste plaats in de UK Singles Chart.
Voor zowel Paperback Writer als de B-kant Rain werden ook filmopnamen gemaakt ter promotie van de single. Deze werden gemaakt op 19 en 20 mei 1966 en werden geregisseerd door Michael Lindsay-Hogg. Op 19 mei werden kleuren- en zwart-witopnamen van een uitvoering van het lied in de Abbey Road Studios gemaakt voor Amerikaanse en Engelse televisieprogramma's. Op 20 mei werden op het terrein van Chiswick House in Londen kleurenopnamen gemaakt waarbij The Beatles het lied playbackten.

## Hitnoteringen

### Nederlandse Top 40
| "Paperback Writer" in de Nederlandse Top 40 binnen: 25-06-1966 | "Paperback Writer" in de Nederlandse Top 40 binnen: 25-06-1966 | "Paperback Writer" in de Nederlandse Top 40 binnen: 25-06-1966 | "Paperback Writer" in de Nederlandse Top 40 binnen: 25-06-1966 | "Paperback Writer" in de Nederlandse Top 40 binnen: 25-06-1966 | "Paperback Writer" in de Nederlandse Top 40 binnen: 25-06-1966 | "Paperback Writer" in de Nederlandse Top 40 binnen: 25-06-1966 | "Paperback Writer" in de Nederlandse Top 40 binnen: 25-06-1966 | "Paperback Writer" in de Nederlandse Top 40 binnen: 25-06-1966 | "Paperback Writer" in de Nederlandse Top 40 binnen: 25-06-1966 | "Paperback Writer" in de Nederlandse Top 40 binnen: 25-06-1966 |
| Week                                                           | 1                                                              | 2                                                              | 3                                                              | 4                                                              | 5                                                              | 6                                                              | 7                                                              | 8                                                              | 9                                                              |                                                                |
| -------------------------------------------------------------- | -------------------------------------------------------------- | -------------------------------------------------------------- | -------------------------------------------------------------- | -------------------------------------------------------------- | -------------------------------------------------------------- | -------------------------------------------------------------- | -------------------------------------------------------------- | -------------------------------------------------------------- | -------------------------------------------------------------- | -------------------------------------------------------------- |
| Positie                                                        | 4                                                              | 1                                                              | 1                                                              | 2                                                              | 2                                                              | 3                                                              | 8                                                              | 15                                                             | 22                                                             | uit                                                            |

### NPO Radio 2 Top 2000
| Nummer met noteringen in de NPO Radio 2 Top 2000 | '99  | '00  | '01  | '02  | '03  | '04  | '05  | '06  | '07  | '08  | '09  | '10  | '11  | '12  | '13  | '14  | '15  |
| ------------------------------------------------ | ---- | ---- | ---- | ---- | ---- | ---- | ---- | ---- | ---- | ---- | ---- | ---- | ---- | ---- | ---- | ---- | ---- |
| Paperback Writer                                 | 1211 | 1517 | 1790 | 1671 | 1684 | 1383 | 1450 | 1529 | 1664 | 1548 | 1431 | 1655 | 1722 | 1771 | 1686 | 1962 | 1811 |

1. ↑  Een vetgedrukt getal geeft de hoogste notering aan.
2. ↑  Deze tabel is bijgewerkt tot en met de laatste editie (2024).